# Бенні Венда
Бенні Венда (індонез. Benny Wenda; нар. 1975) — лідер руху за незалежність Західного Папуа та голова Об'єднаного визвольного руху Західного Папуа (ULMWP). Міжнародний лобіст незалежності Західного Папуа від Індонезії. Живе в еміграції у Великій Британії. У 2003 році британський уряд надав йому політичний притулок після його втечі з-під варти під час суду.
Він виконував обов'язки спеціального представника папуаського народу у британському парламенті, ООН і Європейському парламенті. У 2017 році його призначили головою Об'єднаного визвольного руху Західного Папуа (ULMWP) — організації, яка об'єднує три основні політичні організації, які борються за незалежність Західного Папуа.
У 2020 році ULMWP оголосила про нову конституцію та майбутній уряд Республіки Західне Папуа, де Венда виконує обов'язки тимчасового президента. Його президентство оскаржувалося, зокрема, Національною визвольною армією Західного Папуа (індонез. Tentara Pembebasan Nasional Papua Barat), наголошуючи, що його перебування у Великій Британії робить його президентство нелегітимним.

## Ранні роки
Венда народився у долині Балієм, у центральній частині нагір'я Іріан-Джая, Індонезія. Дата його народження достеменно невідома; на його сайті зазначено, що народився у 1970-х роках.
У 1977 році відбулося повстання 15 000 представників народу лані у відповідь на індонезійське військове насильство проти папуасів. Індонезійські війська відповіли авіабомбардуванням поселень лані у нагір'ї. Серед убитих було багато членів родини Венді. Під час бомбардувань Венді отримав серйозне поранення ноги, яке призвело до затримки росту. Між 1977 і 1983 роками Бенні з родиною та тисячами інших мешканців нагір'я ховалися у джунглях. Старійшини племен призначили його лідером, а пізніше, коли лані здалися індонезійським військовим, він навчався в Університеті Чендравасіх у Джаяпурі на факультеті соціології.

## Політичне лідерство
Венда став генеральним секретарем Асамблеї племені Котека (DeMMAK). Старійшини племен з нагір'я створили організацію, щоб працювати над визнанням і захистом звичаїв, цінностей і вірувань народів з нагір'я Західного Папуа. DeMMAK виступає за незалежність від Індонезії та відкидає спеціальну автономію чи будь-який інший політичний компроміс від уряду Індонезії. Як генеральний секретар DeMMAK, Венда представляв раду старійшин. Організація підтримувала переговори Ради президії Папуа з Джакартою тією мірою, в якій вони відображали прагнення папуасів незалежності від Індонезії.

## Ув'язнення
У 2002 році Венда постав перед судом за те, що вона нібито очолив мітинг за незалежність. Демонстрація переросла у насильство, і влада Індонезії стверджувала, що демонстранти підпалили два магазини та вбили поліцейського. За словами Венди, арешт і висунуті проти нього звинувачення — політично вмотивовані і влада тиснула на лідерів руху за незалежність. За кілька місяців під час придушення вбито провідного активіста за незалежність Західного Папуа Теса Елуая. ЗМІ повідомляло, що Венді загрожує 25 років ув'язнення, якщо визнають його винним. Під час перебування під вартою йому також погрожували вбивством.
Венда за допомогою активістів за незалежність Західного Папуа втік через кордон до сусідньої Папуа Нової Гвінеї під час судового процесу, а пізніше возз'єднався зі своєю дружиною Марією у таборі для біженців. Через кілька місяців після цього європейська неурядова організація допомогла йому дістатися Великої Британії, де він отримав політичний притулок.

## Інтерпол
У 2011 році уряд Індонезії видав червоне повідомлення Інтерполу з вимогою арешту й екстрадиції Венди. Однак після кампанії під проводом організації Міжнародне право на справедливий суд у 2012 році Інтерпол зняв червоне повідомлення після того, як розслідування дійшло висновку, що звинувачення проти Венди «політично мотивовані та містять зловживання системи» з боку індонезійського уряду.
Джаго Рассел, виконавчий директор Міжнародного права на справедливий суд, заявив, що «Інтерпол слід використовувати для боротьби з серйозними злочинами, але Індонезія зловживає ним, щоб погрожувати мирним політичним активістам». В інтерв'ю британській національній газеті «Дейлі телеграф» Венда заявив, що сподівається, що «це приверне увагу на тяжке становище мого народу у Західному Папуа, який продовжує страждати від індонезійського режиму, який відмовляє їм майже в усіх основних правах, які люди на заході сприймають як належне».

## Кампанія за свободу Західного Папуа
Після прибуття до Великої Британії Венда став провідним представником Кампанії за свободу Західного Папуа, заснованої у 2004 році групою пропапуаських активістів в Оксфорді. Цілі кампанії — поширити обізнаність про ситуацію з правами людини та прагнення народу Західного Папуа до незалежності шляхом лобіювання урядів і сприяння підтримки в усьому громадянському суспільстві. Рух «Кампанія за свободу Західного Папуа» у Великій Британії розширився до постійних студентських груп у британських університетах і регіональних груп, а також постійних офісів в Оксфорді, Гаазі та Порт-Морсбі.
У лютому 2013 року Венда здійснив «Тур свободи» до США, Нової Зеландії, Австралії, Папуа Нової Гвінеї та Вануату з метою підвищення обізнаності про проблему самовизначення. Йому заблокували виступ у національному парламенті Нової Зеландії. Опозиційні партії звинуватили уряд у тому, що він не хоче засмутити уряд Індонезії, важливого торгового партнера. Політики партії Зелених, Лейбористів і Мани заявили, що рішення суперечить «духу парламенту».
У квітні 2013 року до Венди приєдналися Мохаммед Абасі, лорд-мер Оксфорда та місцевий член парламенту Ендрю Сміт на відкритті нової штаб-квартири Кампанії за свободу Західного Папуа. Відкриття викликало гнівну реакцію з боку індонезійського уряду: британського посла в Індонезії викликали для пояснень дозволу на відкриття офісу.
У травні 2013 року Венда виступив у Сіднейському оперному театрі у рамках серії TEDx, отримавши овації від 2500 глядачів. Це викликало гнівну реакцію індонезійської влади, яка подала офіційну скаргу до уряду Австралії за кілька годин після його виходу на сцену.

## Міжнародні парламентарі для Західного Папуа

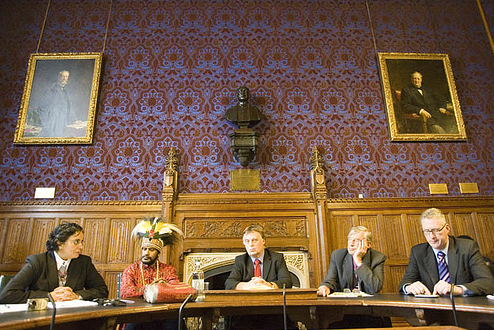
Інавгураційна зустріч Міжнародних парламентарів для Західного Папуа, 2008

Разом з британським членом парламенту Ендрю Смітом і колегою від Лордів Річардом Гаррісом Бенні Венда є одним з засновників Міжнародних парламентарів для Західного Папуа. Цю міжпарламентську групу створено у будівлі парламенту у Лондоні у жовтні 2008 року, і в ній взяли участь британські парламентарі, зокрема Лембіт Опік і Лаєф Лаббок, а також політики з Папуа Нової Гвінеї, Австралії та Вануату.
Група активно розвиває політичну підтримку у всьому світі з метою забезпечення достатнього політичного тиску на Організацію Об'єднаних Націй для виконання повторного Акту вільного вибору. Окрім запуску у Великій Британії, IPWP також проводив презентаційні заходи в Європейському парламенті, парламенті Шотландії, а також у Папуа Новій Гвінеї.

## Юристи-міжнародники для Західного Папуа
У квітні 2009 року Бенні Венда заснував організацію Юристи-міжнародники для Західного Папуа. Під час запуску відбулася серія зустрічей високого рівня, проведених міжнародними юристами у Гаяні. Метою цієї групи є розробка у міжнародному правовому товаристві рамок для окреслення правової основи самовизначення Західного Папуа та «незаконності» індонезійської «окупації Західного Папуа». Запуск проєкту збігся із заявою Гаяни про підтримку незалежності Західного Папуа.

## Нагороди
Бенні Венда двічі номінувався на Нобелівську премію миру.
У 2019 році Венда отримав нагороду «Свобода Оксфорда» від міської ради Оксфорда, Велика Британія. Лорд-мер Оксфорда Крейг Сіммонс сказав, що ця нагорода була «заслуженою», і містер Венда «зробив великий внесок як на місцевій, так і на міжнародній арені».

## «The Lani Singers»
Бенні з дружиною Марією виконують традиційну західно-папуаську музику як «The Lani Singers». У 2008 році вийшов дебютний альбом «Ninalik Ndawi» («Пісня свободи»), який отримав відгуки в національних газетах, зокрема «Ґардіан» й «Обзервер», а також у музичних журналах «fRoots», «Songlines» і «The Wire». Гурт давав інтерв'ю та виступав в прямому ефірі у «World Routes» на BBC Radio 3 та «A World in London» на BBC Radio London. Вони також виступали на фестивалях Musicport, Ґластонбері та Thames Festival у Лондоні.

## Сімейне життя
Бенні одружений з Марією з 1999 року, з якою познайомився під час навчання у Західному Папуа. Після надання британським урядом політичного притулку, вони разом з дітьми живуть в Оксфорді.

## Документальний фільм
У 2015 році вийшов повнометражний документальний фільм про Бенні Венду «Дорога до дому». На Амстердамському кінофестивалі 2016 року став «Найкращим документальним фільмом». «Будь ласка, помоліться за Західне Папуа» — повнометражний документальний фільм 2020 року, який містить інтерв'ю з Бенні Вендою.